# Jean-Luc Sadourny
Jean-Luc Sadourny (Tolosa, 26 agosto 1966) è un ex rugbista a 15, allenatore di rugby a 15 e imprenditore francese, per circa vent’anni estremo del Colomiers e per dieci della nazionale francese, per la quale scese in campo 71 volte tra il 1991 e il 2001.

## Biografia
Sadourny ha legato tutta la sua carriera al Colomiers, nel quale esordì negli anni ottanta, raggiungendo come massimo traguardo la finale di campionato del 2000, persa contro lo Stade français a Parigi.
Disputò il suo primo incontro in Nazionale nel 1991 contro il Galles, e poche settimane dopo fu convocato per la Coppa del Mondo di rugby 1991 in Inghilterra, dove disputò un solo incontro, con il Canada; prese poi parte al Cinque Nazioni 1992 e, a seguire, a tutti quelli tra il 1994 e il 1998, chiudendo la carriera internazionale nel corso del Sei Nazioni 2001 contro l'Inghilterra e vincendo due edizioni consecutive del torneo (1997 e 1998, entrambe con il Grande Slam).
Prese parte anche alla Coppa del Mondo di rugby 1995 in Sudafrica, classificandosi terzo con la Francia.
Furono 71 le presenze totali in Nazionale, con 14 mete (la prima delle quali valevole ancora 4 punti) e 4 drop, per un totale di 81 punti.
Dopo il ritiro nel 2003 passò alla carriera tecnica, sempre alla guida del Colomiers; passato poi ad allenare a Blagnac, nella stagione 2008-09 fu a Saint-Gaudens (Alta Garonna); a fine stagione si dimise per impossibilità a gestire sia l'attività tecnica che quella imprenditoriale.
Professionalmente si è dedicato all'industria e al commercio di articoli sportivi: dal 2000 al 2009 ha gestito una boutique di abbigliamento sportivo a Colomiers, poi chiusa, a dispetto del successo commerciale, a causa dei troppi furti e tentativi di effrazione subìti; gestisce inoltre un suo marchio, Victorious.

## Palmarès
- Challenge Cup: 1
Colomiers: 1997-98